# Abel Boels
Abel Hindriks (Abel) Boels (Onstwedde, gedoopt 7 oktober 1759 -  aldaar, 5 november 1827) was een Nederlandse burgemeester.

## Leven en werk
Boels was een zoon van Hindrik Jans Boels en Harmke Abels Meening. Hij trouwde op 13 mei 1781 te Onstwedde met Christina Freerks Harding, dochter van Freerk Frerks Hardingh en Grietje Klaassens Nannings. Boels was landbouwer te Onstwedde. In 1811 werd hij benoemd als eerste burgemeester van Onstwedde. Hij vervulde deze functie totdat hij in 1827 op 68-jarige leeftijd overleed.

## Brand en plundering
In de winter van 1794/1795 zwierven er plunderende soldaten uit het Emsland rond in de streken rond Onstwedde. De inwoners van kerspel Onstwedde spraken af eventuele schade bij plundering gezamenlijk te zullen dragen. In februari 1795 trok een groep van twaalf Engelse soldaten onder aanvoering van een sergeant door Onstwedde. Na zich te goed te hebben gedaan in de plaatselijke herberg trokken zij naar de tegenover de herberg gelegen boerderij van Boels om deze te gaan plunderen. Boels, die net kwam aanrijden, werd door zijn arm geschoten. Hij wist daarna met vrouw, kinderen, inwonende familie en personeel ternauwernood te ontkomen met medeneming van geld en sieraden. Toen de soldaten merkten dat er niets meer te halen viel staken zij de boerderij van Boels (Erve Boels) in brand. Een van de plunderaars werd door een knecht van Boels gedood. De andere plunderaars vluchtten toen de, met gelui van de kerkklokken gealarmeerde, bewoners van Onstwedde te hulp kwamen gesneld. Zij konden niet verhinderen, dat de boerderij in vlammen opging.
Boels deed een beroep op de eerder gemaakte afspraak om de kosten gezamenlijk te dragen. Met tegenzin, en na interventie van de plaatselijke predikant, werd op 3 december 1795 een eerste inzameling gehouden, die 2134 gulden, 12 stuivers en 6 penningen opbracht. Uiteindelijk bleek dit onvoldoende te zijn. Een tweede inzameling, 15 jaar later in 1810, bracht 3093 gulden en 3 penningen op.
Dat niet ieder van harte bijdroeg bleek uit het volgende voorval. Toen een van de boeren uit het gehucht Veenhuizen, dat bij het kerspel Onstwedde hoorde, weigerde een bijdrage te betalen werd hij door Boels op het hoofd en in het gezicht geslagen. Hij hield er een buil, een opgezette wang en een kapotgeslagen lip aan over. 